# The B-52’s Time Capsule: Videos for a Future Generation 1979–1998
The B-52’s Time Capsule: Videos for a Future Generation 1979–1998 - kompilacja dwunastu teledysków grupy The B-52’s.

## Music videos
| Tytuł                                 | Album muzyczny                              | Reżyser(zy)                     | Nagrany                                   |
| ------------------------------------- | ------------------------------------------- | ------------------------------- | ----------------------------------------- |
| „Rock Lobster”                        | The B-52’s                                  | Charles Libin & Paul A. Cameron | 3 marca, 1979 (live in NYC)               |
| „Legal Tender”                        | Whammy!                                     | Mick Haggerty & C.D. Taylor     | 25 czerwca, 1983                          |
| „Song for a Future Generation”        | Whammy!                                     | Mick Haggerty & C.D. Taylor     | 2 lipca, 1983                             |
| „Girl from Ipanema Goes to Greenland” | Bouncing off the Satellites                 | Paul Tassie                     | 1 października, 1986                      |
| „Channel Z”                           | Cosmic Thing                                | Drew Carolan                    | 25-26 maja, 1989                          |
| „Love Shack”                          | Cosmic Thing                                | Adam Bernstein                  | 30-31 sierpnia, 1989                      |
| „Roam”                                | Cosmic Thing                                | Adam Bernstein                  | 14-15 listopada, 1989                     |
| „Deadbeat Club”                       | Cosmic Thing                                | -                               | -                                         |
| „(Shake That) Cosmic Thing”           | Cosmic Thing                                | -                               | 17 sierpnia, 1990 (Live in Shoreline, CA) |
| „Good Stuff”                          | Good Stuff                                  | Marcus Nispel                   | -                                         |
| „Is That You Mo-Dean?”                | Good Stuff                                  | -                               | -                                         |
| „Debbie”                              | Time Capsule: Songs For a Future Generation | Ramaa Mosley                    | -                                         |